# سرگئی دارونیان
سرگئی گارگینی دارونیان (ارمنی: Սերգեյ Գարեգինի Դարոնյան؛  زادهٔ ۱ آوریل ۱۹۲۵ - درگذشته ۲۳ ژانویهٔ ۱۹۹۰) تاریخ‌نگار ادبی، منتقد،  نقد ادبی و محقق ادبی اهل ارمنستان بود.

## زندگی‌نامه
وی در ۱ آوریل ۱۹۲۵ در خارکوف به دنیا آمد و از دانشکده لغت‌شناسی دانشگاه دولتی مسکو (۱۹۵۴) فارغ‌التحصیل گشت. وی عضو اتحادیه نویسندگان اتحاد شوروی بود و در خودوژستونایا لیتراتورا، دانشگاه دولتی مسکو، انستیتو ادبیات فرهنگستان ملی علوم ارمنستان و دانشگاه دولتی زبان‌ها و علوم اجتماعی بروسوف ایروان فعالیت می‌کرد. وی همچنین برندهٔ جوایزی همچون  شده‌است. وی در ۲۳ ژانویهٔ ۱۹۹۰ در سن ۶۴ سالگی در ایروان درگذشت.